# Holopogon nigripennis
Holopogon nigripennis là một loài ruồi trong họ Asilidae. Holopogon nigripennis được Meigen miêu tả năm 1820. Loài này phân bố ở vùng Cổ Bắc giới.